# Trunchinus medius
Trunchinus medius är en insektsart som beskrevs av Zhang, Webb och Wei 2007. Trunchinus medius ingår i släktet Trunchinus och familjen dvärgstritar. Inga underarter finns listade i Catalogue of Life.